# Villars-sur-Glâne
Villars-sur-Glâne (frp. Velâ-chu-Yanna; hist. Glanewiler, Wiler bei Matran) – szwajcarskie miasto oraz gmina gmina (fr. commune; niem. Gemeinde) w kantonie Fryburg, w okręgu Sarine. 

## Demografia
W Villars-sur-Glâne mieszka 12 219 osób. W 2020 roku 32,9% populacji gminy stanowiły osoby urodzone poza Szwajcarią.

## Transport
Przez teren gminy przebiegają autostrada A12 oraz drogi główne nr 12, nr 155 i nr 181. 